# Sphingonotus rubescens
Sphingonotus rubescens is een rechtvleugelig insect uit de familie veldsprinkhanen (Acrididae). De wetenschappelijke naam van deze soort is voor het eerst geldig gepubliceerd in 1870 door Walker.